# Ravahina tumida
Genre
Espèce
Ravahina tumida, unique représentant du genre Ravahina, est une espèce de copépodes de la famille des Rhynchomolgidae.

## Distribution
Cette espèce est endémique de Madagascar. Elle se rencontre dans l'océan Indien.
Ce copépode est associée aux scléractiniaires Porites sp..

## Publication originale
- Humes & Ho, 1968 : Lichomolgid Copepods (Cyclopoida) Associated with Corals in  Madagascar. Bulletin of  the Museum of Comparative Zoology, Harvard University, vol. 136, no 10, p. 353-413 (texte intégral).